# Grigore Resmeriță
Grigore Resmeriță (n. 27 mai 1896, Humulești — d. 28 iunie 1941, Iași) a fost un învățător și preot ortodox român care, în decursul Pogromului de la Iași a fost asasinat de jandarmi români deoarece a protestat contra tratamentului la care au fost supuși oameni nevinovați deoarece erau evrei și a mai avut și neșansa să fie roșcat, la care jandarmii au decis că este și el, evreu. 

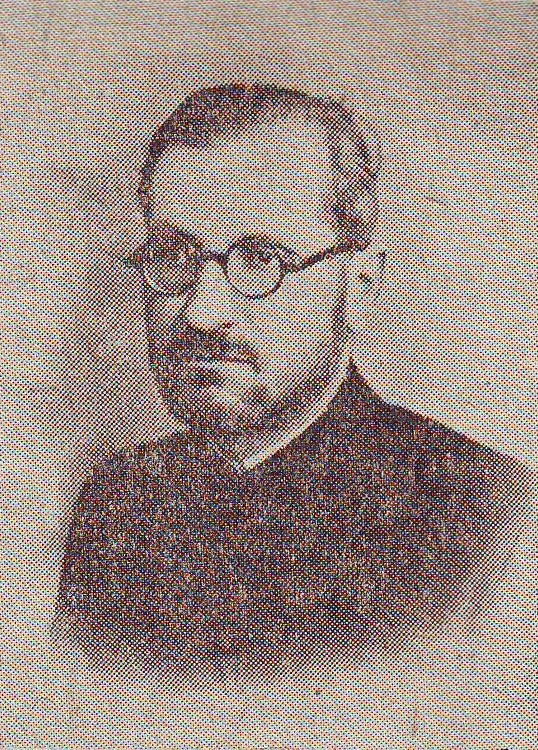
Preot Grigore Resmeriță 1896—1941

## Biografie
Grigore Resmeriță s-a născut la Humulești, într-o familie care se înrudea cu Ion Creangă. A urmat școala primară la Țuțuieni, lângă Tîrgu Neamț după care a studiat la Seminarul „Veniamin Costache”, de la Iași unde, în fiecare an, a fost premiant. După ce s-a căsătorit cu Eugenia, a fost hirotonit preot la 22 aprilie 1919 pe seama parohiei Mărgineni, jud. Neamț. A slujit și la parohia Ghindăuani din același județ, începând cu anul 1920 ca trei ani mai târziu, în 1923, să revină preot la parohia Răuceștii de Sus unde a slujit 15 ani.
În anul 1922 a dobândit diploma de învățător și de atunci a slujit și biserica, și  școala. El deschsese în casa parohială de la Răuceștii de Sus o școală primară pentru copiii sărmani ai țăranilor din sat. 
Pe 1 septembrie 1938 preotul Resmeriță a fost transferat ca institutor în orașul Iași la Școala primară Nr.11 Socola, iar ca preot, la biserica „Sf. Ilie” de pe strada V. Alecsandri nr. 9 (a fost demolată în anul 1953, după ce fusese bombardată în timpul războiului).

## Martiriul
În seara zilei de sâmbătă, 28 iunie 1941, după slujba de vecernie la Sărbătoarea „Sfinților Petru și Pavel” Grigore Resmeriță este asasinat în timp ce lua apărarea unui grup de evrei, pe str. Sărărie unde locuia la nr. 29 B, vis-a-vis de Sinagoga „Lumânarari” situată la nr. 33.
Auzind din casă strigăte de moarte, de peste drum, de la Sinagogă, preotul Grigore Resmeriță, în încercarea de a-i apăra pe evreii maltratați este tratat de agresori cu aceiași măsură cu care au fost martirizați cetățenii evrei: bătut cu ciomege și împușcat.
Datorită înfățișării, roșcovan cu barbă, corpul preotului a fost amestecat cu cele ale evreilor măcelăriți și aruncat într-o groapă comună. Cel mai probabil osemintele părintelui Grigore Resmeriță odihnesc astăzi în Cimitirul Evreiesc din Păcurari.
În vara anului 2011, la comemorarea a 70 de ani de la pogromul din Iași, s-a încercat, la inițiativa Societății ACREMIS, ridicarea unui monument comemorativ în amintirea preotului martir, pe locul unde a fost, cândva, biserica „Sf. Ilie”. Există un act încheiat între Primăria Iași, în anul 1953 și Parohia „Talpalari”, prin care autoritățile comuniste demolatoare de atunci își luau angajamentul să facă un monument de aducere aminte că pe acel loc a fost, cândva, o biserică. Pe de altă parte, s-a încercat recomandarea faptei preotului Grigore Resmeriță, martir al credinței, Institutului "Yad Vashem" de la Ierusalim în vederea acordării, post mortem, a diplomei și a titlului de „Drept între popoare”. Ambele inițiative au rămas nefinalizate. 